# La visita y un jardín secreto
La Visita y Un Jardín secreto es una película de la realizadora Irene M. Borrego que se estrenó en 2022. Fue reconocida con varios premios en certámenes como el Festival de Málaga o Documenta Madrid.

## Sinopsis
La Visita y Un Jardín secreto muestra a la pintora Isabel Santaló ya anciana y olvidada como artista y como persona en su casa de Madrid. En el filme se recupera la memoria de la pintora Isabel Santaló a través de su testimonio y de algunas visitas que aparecen en su residencia. Además, se incorpora el testimonio, en audio, del pintor y escultor Antonio López, coetáneo de Santaló y aparentemente el único artista de su generación que la recuerda. Este reconoce la trayectoria de Santaló a pesar del silencio e incomprensión al que Santaló tuvo que enfrentarse, una situación similar a la que vivieron otras artistas de su generación.
A lo largo de su metraje, La Visita y Un Jardín secreto aborda temas como el arte y el proceso creativo, el significado de ser mujer y artista y sobre la memoria y el olvido.

## Producción
La Visita y Un Jardín secreto fue el debut como directora de Irene M. Borrego, que además ha escrito el guion junto con Manuel Muñoz Rivas, siendo ambos también los montadores de la película. Las productoras fueron Mariangela Mondolo-Burghard y Renata Sancho. Contó con música del compositor Federico Mompou interpretada por Alexis Delgado Búrdalo.

## Reconocimientos
En 2022, la película La Visita y Un Jardín secreto fue reconocida en diversos certámenes y festivales, como en el 25 Festival de Málaga con la Biznaga de Plata a la Mejor Dirección y Biznaga de Plata Premio del Público. En el festival DocLisboa recibió el Premio HBO a Mejor Película en Competición portuguesa y el Premio ETIC para la Mejor Película de Competición portugués (Prémio Escolas). Fue reconocida ex aequo con “Descartes”, de Concha Barquero y Alejandro Alvarado, con el Premio Film Nacional de la sección Alternativa Oficiales en el Festival de Cinema Independent de Barcelona, l’Alternativa. También obtuvo el Premio al Mejor Largometraje de Sección Oficial en el Festival Internacional de Cine de Murcia (IBAFF) y el Premio del Público en Documenta Madrid, además de una mención del jurado en el Festival Panorama Coisa de Cinema.
Además, La Visita y Un Jardín secreto ha sido nominada en los Premios Feroz al Feroz Arrebato de no ficción junto a otros filmes como A las mujeres de España. María Lejárraga, de Laura Hojman.